# Eupithecia szeleneyii
Eupithecia szeleneyii är en fjärilsart som beskrevs av András Vojnits 1969. Eupithecia szeleneyii ingår i släktet Eupithecia och familjen mätare. Inga underarter finns listade i Catalogue of Life.